# SAGEM my501X
SAGEM my501X – telefon komórkowy firmy SAGEM. Jest wyposażony w aparat cyfrowy 1.3 Mpx z ośmiokrotnym zoomem cyfrowym z możliwością nagrywania wideo, wbudowany odtwarzacz mp3, Bluetooth, czytnik kart pamięci miniSD, SyncML, port mini USB i wiele innych.
Telefon obsługuje wiele formatów multimedialnych takich jak: MP3, AAC, MIDI, iMelody, WAV, AMR oraz BMP, JPEG, PNG, GIF, AGIF.

## Funkcje[1]
- Bluetooth
- GPRS Class 10
- WAP 2.0
- CSD
- Java 2.0